# Epiphragma garrigoui
Epiphragma garrigoui là một loài ruồi trong họ Limoniidae. Chúng phân bố ở miền Australasia.